# Robert Enes
Robert Enes (22 agosto 1975) è un ex calciatore australiano, di ruolo centrocampista.